# Giuseppe Conte (musicista)
Giuseppe Conte (Pegli, 1865 – 5 luglio 1940) è stato un pianista e compositore italiano.

## Biografia
Figlio d'arte (il padre Alberto era organista presso la locale chiesa dell'Immacolata) sin dalla più giovane età, dopo aver frequentato le scuole secondarie, si dedicò con passione allo studio della musica. Diplomatosi in pianoforte a soli diciannove anni presso l'allora istituto civico, ora Conservatorio Niccolò Paganini, Conte si dedicò anche allo studio dell'organo e, divenutone in breve tempo un virtuoso, fece parte, per circa vent'anni, della relativa commissione d'esame presso lo stesso istituto.
In seguito, Conte ricoprì l'incarico di professore di pianoforte presso il liceo Amilcare Zanella, dove insegnò per oltre quindici anni. Per più di quarantatré anni fu anche organista alla basilica di Nostra Signora Assunta di Sestri Ponente.
Perfezionando i propri studi d'armonia e composizione, Giuseppe Conte collaborò con l'operista Nicolò Massa alla riduzione per canto e pianoforte delle partiture orchestrali dello stesso, acquisendo così dimestichezza e padronanza delle caratteristiche peculiari dei diversi strumenti musicali.
Egli ebbe anche modo di ricevere cordialissimi complimenti da Giuseppe Verdi quando, in occasione di un ricevimento presso la patrizia Villa Rostan a Multedo, fece ascoltare agli insigni ospiti una sua improvvisazione per organo. Anche il maestro Mario Pasquale Costa espresse a Giuseppe Conte la propria ammirazione quando, durante un suo soggiorno a Pegli, ebbe occasione di ascoltare l'esecuzione, da parte della banda musicale pegliese, della trascrizione di Conte d'un valzer tratto dalla sua Histoire d'un Pierrot.
Gentiluomo di squisita sensibilità, Giuseppe Conte entrò presto nel cuore della cittadinanza pegliese, che ne apprezzava la bontà d'animo e la valenza artistica, tanto da chiamarlo semplicemente "il papà della Banda". Quando, il 5 luglio 1940, Conte morì, la notizia fu accolta con vivissimo senso di dolore e rimpianto da parte di tutta la popolazione che, come riportato dalla stampa del tempo, partecipò in massa ai solenni funerali, assieme ai molti rappresentanti d'enti e autorità, civili e religiose, che composero l'imponente corteo che attraversò mestamente le vie di Pegli dall'abitazione di via De Nicolay, alla chiesa parrocchiale dell'Immacolata, al cimitero.
A lui è intestata la Scuola Musicale Giuseppe Conte di Genova Pegli.